# 元亨堂
元亨堂，位在台灣新北市三峽區挖子，山號長壽山，也稱元亨寺、挖子菜堂，原為齋教先天派乾元堂系之齋堂。

## 歷史
日治時代昭和6年（1931年），由先天齋友王文彬募資創建，供奉十八手觀音菩薩，同祀三寶佛、司命灶君。本堂為磚造一條龍格局，除五間起的主殿，右側另有一棟磚造護龍銜接。昭和18年（1943年），願興師（俗名高興旺）接任第二代住持，任內增建山門、靈塔。龍泉老人李應彬曾在本堂向願興師求道，後奉願興師之命，出任亦為王文彬創建的土城普安堂住持。1970年，閩南式的紅瓦屋頂在整修後，被改為北方官式屋頂。